# Paweł Czapiewski

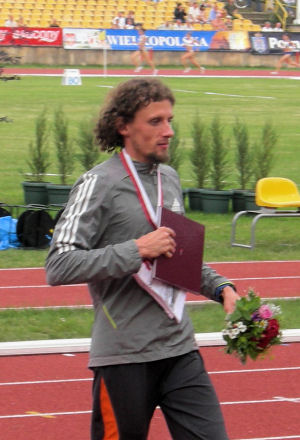
Paweł Czapiewski 2007 bei den polnischen Meisterschaften

Paweł Czapiewski (* 30. März 1978 in Stargard, Polen) ist ein polnischer Leichtathlet, der seinen größten Erfolg mit dem Sieg bei den Halleneuropameisterschaften 2002 in Wien im 800-Meter-Lauf errang. Czapiewski gilt als besonders starker Spurter. Er ist 1,78 m groß und wog früher 65 kg.

## Erfolge
- 2001: 6. Platz Hallenweltmeisterschaften (800 m), 3. Platz Weltmeisterschaften (800 m)
- 2002: Halleneuropameister (800 m), 4. Platz Europameisterschaften (800 m)

## Persönliche Bestleistungen
- 800 m: 1:43,22 min (polnischer Rekord), 17. Februar 2001 in Zürich, Schweiz
- 800 m (Halle): 1:44,78 min (polnischer Rekord), 3. März 2002 in Wien, Österreich
- 1000 m: 2:17,22 min (polnischer Rekord), 22. September 2002 in Krakau, Polen
- 1000 m (Halle): 2:19,00 min (polnischer Rekord), 2. Februar 2001 in Erfurt, Deutschland
- 1500 m (Halle): 3:38,96 min (polnischer Rekord), 3. Februar 2002 in Stuttgart, Deutschland